# 冰钓
冰钓是一种在冰冻的水中利用鱼钩与鱼线进行的钓鱼活动。垂钓者通常在坐在冰冻的湖面或河面上，或者有取暖设施的小屋内。冰钓在北方寒冷国家比较流行，如：加拿大、芬兰、爱沙尼亚、挪威、瑞典、德国、韓國以及美国的部分北方寒冷的州。